# Locust Abortion Technician
Az 1987-es Locust Abortion Technician a Butthole Surfers harmadik nagylemeze. Minden dalt a Butthole Surfers szerzett, kivéve a Kuntz-ot, amely egy ismeretlen táj művész szerzeménye.
A borítón két bohóc játszik egy kutyával. Ez Arthur Sarnoff Fido and the Clowns című műve. Az album szerepel az 1001 lemez, amit hallanod kell, mielőtt meghalsz című könyvben.

## Az album dalai
| 1. | Sweat Loaf            | Butthole Surfers | 6:09 |
| 2. | Graveyard             | Butthole Surfers | 2:27 |
| 3. | Pittsburgh to Lebanon | Butthole Surfers | 2:29 |
| 4. | Weber                 | Butthole Surfers | 0:35 |
| 5. | HAY                   | Butthole Surfers | 1:50 |
| 6. | Human Cannonball      | Butthole Surfers | 3:51 |

| 1. | U.S.S.A.       | Butthole Surfers      | 2:14 |
| 2. | The O-Men      | Butthole Surfers      | 3:27 |
| 3. | Kuntz          | ismeretlen táj művész | 2:24 |
| 4. | Graveyard      | Butthole Surfers      | 2:45 |
| 5. | 22 Going on 23 | Butthole Surfers      | 4:23 |

## Közreműködők
- Gibby Haynes – ének
- Paul Leary – gitár
- Jeff Pinkus – basszusgitár
- King Coffey – dob
- Teresa Nervosa – dob

## Fordítás
Ez a szócikk részben vagy egészben a Locust Abortion Technician című angol Wikipédia-szócikk ezen változatának fordításán alapul.  Az eredeti cikk szerkesztőit annak laptörténete sorolja fel. Ez a jelzés csupán a megfogalmazás eredetét és a szerzői jogokat jelzi, nem szolgál a cikkben szereplő információk forrásmegjelöléseként.